# Лабруст, Анри
Пьер-Франсуа-Анри Лабруст (фр. Pierre-François-Henri Labrouste; 11 мая 1801, Париж — 24 июня 1875, Фонтенбло) — французский архитектор рационалистического течения. Младший брат архитектора Теодора Лабруста. Пионер применения металлических конструкций в архитектуре.

## Биография
Анри Лабруст происходил из семьи юристов в Бордо, склонных к революционным, хотя и умеренным идеям. Его отец, Франсуа-Мари-Александр Лабруст (1762—1835), в 1796 году был членом Совета пятисот, затем членом Трибуната до 1807 года, и сторонником Империи. Анри был младшим из трёх братьев, старшими были Александр (1796—1866), будущий директор Коллежа Сент-Барб (Париж), и Теодор (1799—1885), также архитектор.
После окончания коллежа, в который Лабруст поступил в 1809 году, в 1819 году он был принят во второй класс Королевской школы изящных искусств в мастерские Антуана Водуайе и Ипполита Леба.
В 1820 году Анри Лабруст получил вторую Римскую премию, а в 1824 — первую. В ноябре того же года он уехал из Парижа на пять лет в Рим. По пути он останавливался в Турине, Милане, Лоди, Пьяченце, Парме, Модене, Болонье, Флоренции, Ареццо. В Риме он изучал античные памятники, совершил поездку в Пестум, где сделал множество зарисовок. По возвращении в Париж он начал подготовку к четырёхлетнему исследованию, посвящённому храмам Пестума (в то время шли дискуссии о возможности восстановления полуразрушенных храмов древнего Пестума). Летом 1830 года Лабруст на правах вольного профессора архитектуры открыл персональную мастерскую. В 1834 году он работал вместе с Феликсом Дюбаном над новым обликом Парижской школы изящных искусств.

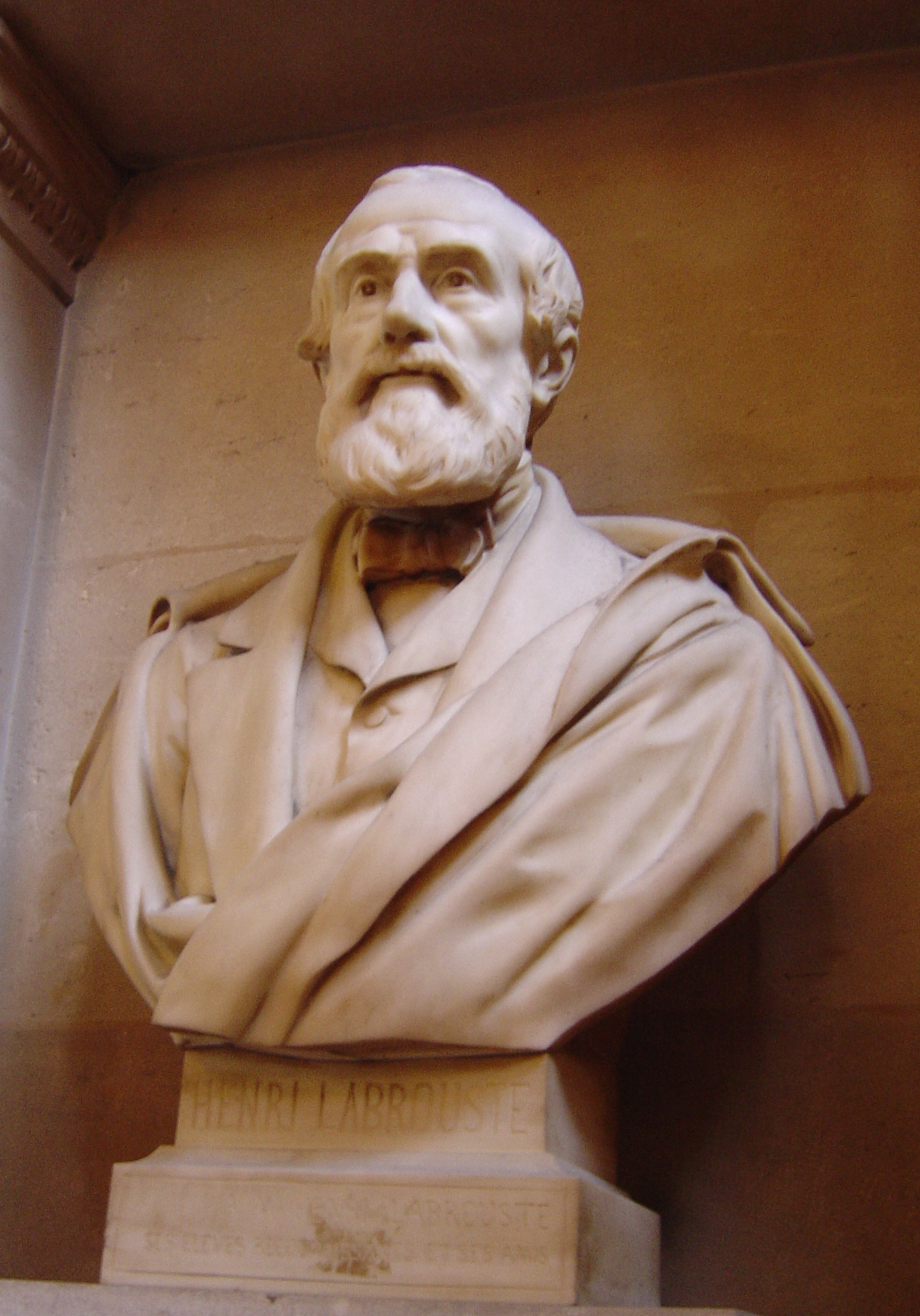
Э. Гийом. Бюст Анри Лабруста на лестнице Библиотеки Святой Женевьевы в Париже

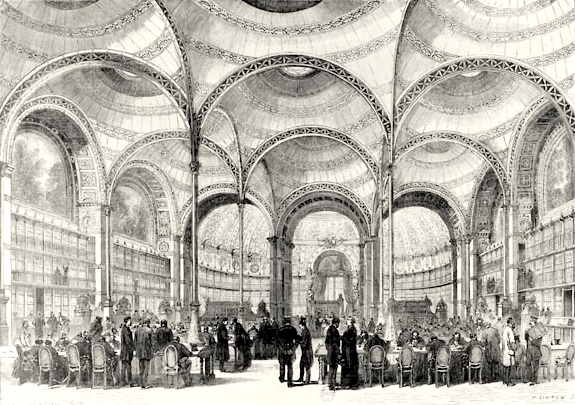
Открытие читального зала Национальной библиотеки. Le Monde illustré, 27 июня 1868

Его карьера практикующего архитектура складывалась не совсем удачно. Назначенный архитектором украшения моста Согласия в Париже, он вместе с братом Теодором представил более десяти проектов, но ни один из них не был принят. Проект, который он представил в Лозанне в 1837 году, получил первую премию, но так и не был реализован.
В 1838 году Анри Лабруст был назначен архитектором здания Библиотеки Святой Женевьевы. В декабре 1839 года проект был представлен Совету гражданских строений, одобрен Советом в 1840 году в конце января, но его окончательное утверждение парламентом было отложено. Академия всячески противодействовала работе Лабруста из-за его новаторских взглядов на архитектуру и методов обучения в своей архитектурной мастерской. Ему пришлось ждать четырнадцать лет чтобы начать строительство. После долгих колебаний по поводу переноса Императорской библиотеки, которая с 1721 года занимала бывший дворец Мазарини, император Наполеон III наконец назначил Анри Лабруста архитектором в 1854 году с миссией модернизации и расширения помещений, сохраняя при этом, по крайней мере частично, исторический облик здания.
Первый камень здания Библиотеки Святой Женевьевы был заложен 12 августа 1844 года министром народного просвещения Пьером Сильвеном Дюмоном. В ознаменование церемонии была отчеканена медаль работы гравера Жана-Батиста-Жюля Клагмана, изображающая интерьер проектируемой библиотеки. Копия хранится в музее Карнавале в Париже. Здание, специально предназначенное для размещения библиотеки, было открыто 4 февраля 1851 года. 23 февраля 1852 года за создание этого здания Анри Лабруст был произведён в офицеры Почетного легиона.
Другая постройка Лабруста, считающаяся его шедевром, — Императорская, позднее Национальная, библиотека Франции (Bibliothèque nationale de France) была открыта для публики 2 июня 1868 года.
Анри Лабруст получил знак отличия рыцаря Ордена Почётного легиона за участие в оформлении торжественного перенесения праха Наполеона Бонапарта. Его проект гробницы Наполеона в Доме Инвалидов, признанный лучшим из десяти проектов, получил золотую медаль. Лабруст стал членом Центрального общества архитекторов, основанного двумя годами ранее. Он также разработал знак Центрального общества архитекторов, вице-президентом которого был избран в 1849 году, и ещё много других проектов.
В 1865 году Лабруст построил Отель Вльгрю на площади Франсуа-Иер в Париже. Лабруст был окончательно избран членом Академии в 1867 году, заменив Жака Гитторфа. В мае 1868 года Лабруст был избран членом Королевского института британских архитекторов. Пять лет спустя он также был избран президентом Центрального общества архитекторов и членом Американского института архитектуры. Анри Лабруст скончался в Фонтенбло 24 июня 1875 года.

## Творческий метод
В своей архитектурной мастерской (называемой «Рациональной школой архитектуры») Анри Лабруст строил обучение, несмотря на противодействие Академии, на основе проектного метода «функция-форма». «Лабруст считал понятия архитектурной формы и конструкции здания тождественными. Это было весьма необычно для того времени. Подобный тезис был программно провозглашён лишь в начале XX века архитекторами конструктивистами».
Историк архитектуры Зигфрид Гидион писал о Лабрусте:

 В начале периода, который относится примерно к середине XIX века, мы впервые встречаем человека, обладающего одновременно талантом архитектора и способностями инженера-конструктора… За пять лет [проведённых в Риме] он научился видеть в шедеврах архитектуры античного Рима нечто большее, чем просто памятники или же арсенал прекрасных поучительных форм. Его точка зрения на них была очень близка к современной; его поразило инженерное искусство, совершенство конструкций, которыми были отмечены эти сооружения. Во время своего пребывания в Риме он стремился выяснить «анатомическое строение» римских акведуков и храмов в Пестуме… Лабруст не делал обычных зарисовок древних памятников архитектуры. Он смотрел на них острым взглядом инженера или археолога. Его зарисовки храмов Пестума послужили источником многочисленных дискуссий во Французской академии. Он был одним из первых, кто заметил следы полихромной окраски, которая когда-то покрывала античные сооружения 
Создавая здание Библиотеки Святой Женевьевы, Лабруст предпринял первую в истории архитектуры попытку использовать открытые чугунные и железные конструкции в общественном здании. Правда по большей части такие каркасные конструкции ещё были включены в кирпичную кладку наружных стен. Но конструкции перекрытий, внутренних лестниц, опоры первого этажа сделаны целиком из железа.
Здание Национальной библиотеки решено ещё более новаторски. Архитектор разделил помещения книгохранилища и читального зала. Перекрытия последнего опираются на шестнадцать чугунных колонн. Металл позволил сделать их необычно тонкими (30 см в диаметре при 10 м в высоту). Полуциркульные арки образуют девять лёгких сводов, также каркасной конструкции, с большими круглыми проёмами (окулусами) в вершине, как в pимском Пантеоне, что позволяет одинаково хорошо освещать все читательские места. Заполнение каркасных сводов выполнено из тонких фаянсовых плиток, прекрасно отражающих свет. Пространство книгохранилища Национальной библиотеки (четыре наземных этажа и один подвальный) сделано наподобие несгораемого шкафа целиком из металлических конструкций и перекрыто стеклянным потолком. Решётчатые металлические полы позволяли пропускать свет с верхних этажей вниз.
«Несомненно, — писал З. Гидион — Анри Лабруст относится к тем архитекторам, большинство произведений которых имеет значение для будущего… В методах работы Лабруста есть нечто такое, что выдвигает его далеко вперёд по отношению к эпохе и коллегам по профессии».

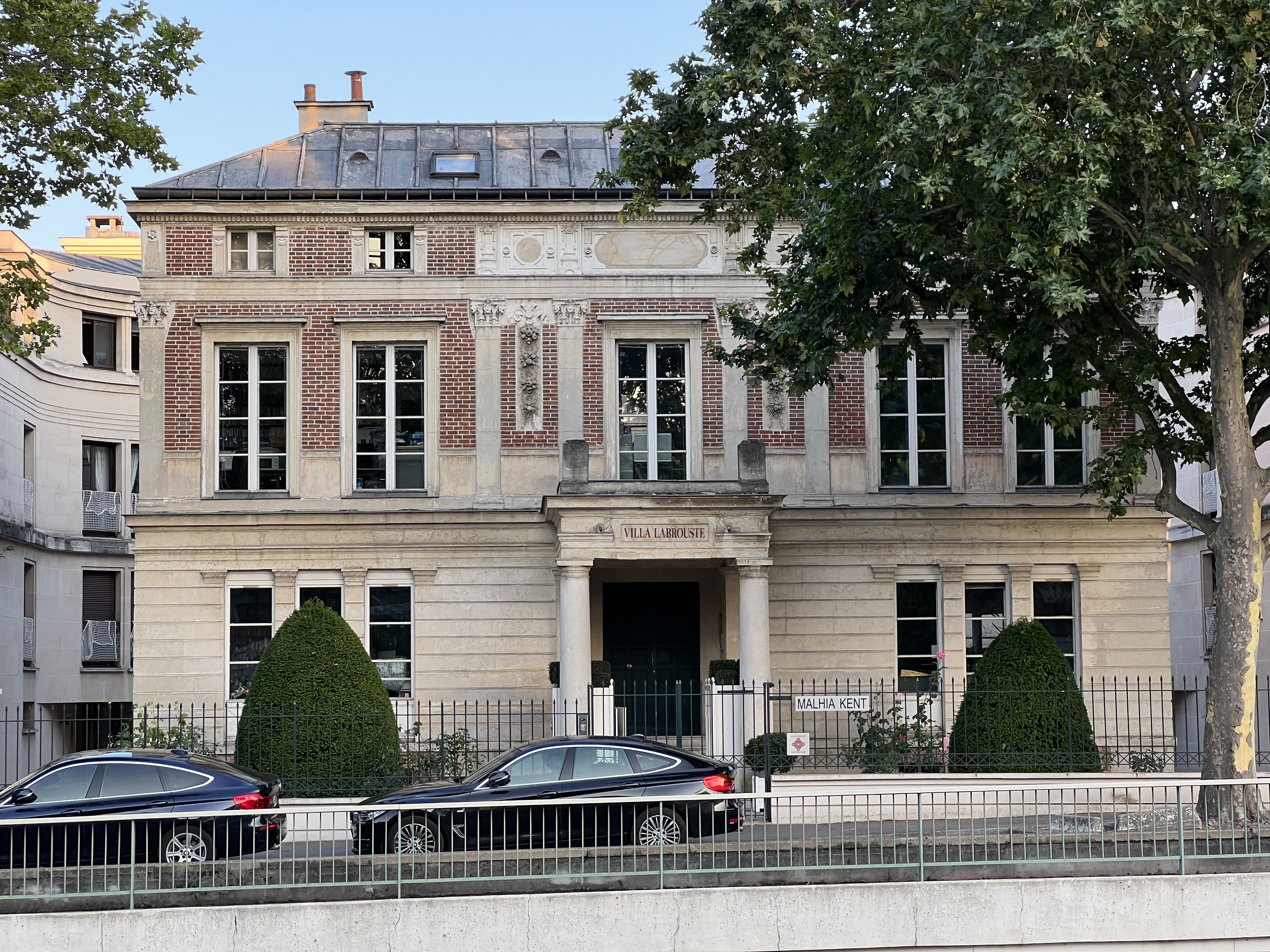
Вилла Лабруста. Нёйи-сюр-Сен
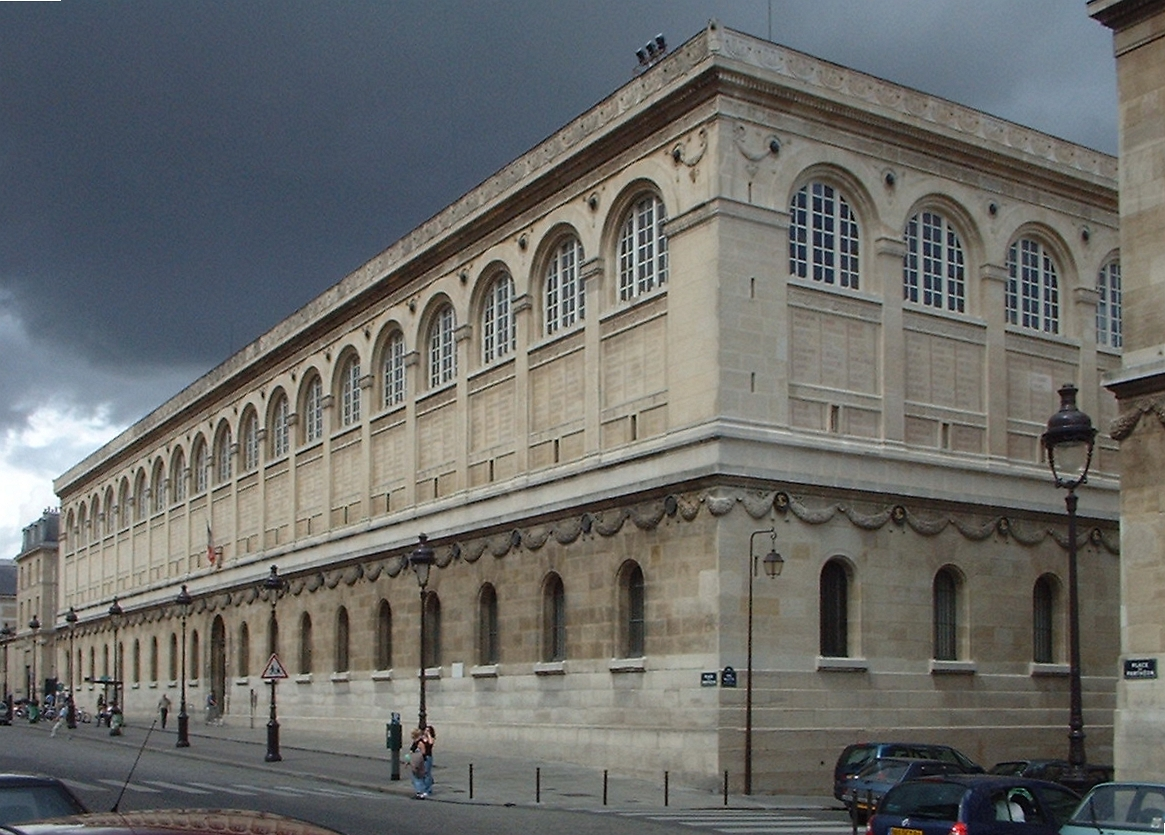
Библиотека Святой Женевьевы. 1844—1851. Париж
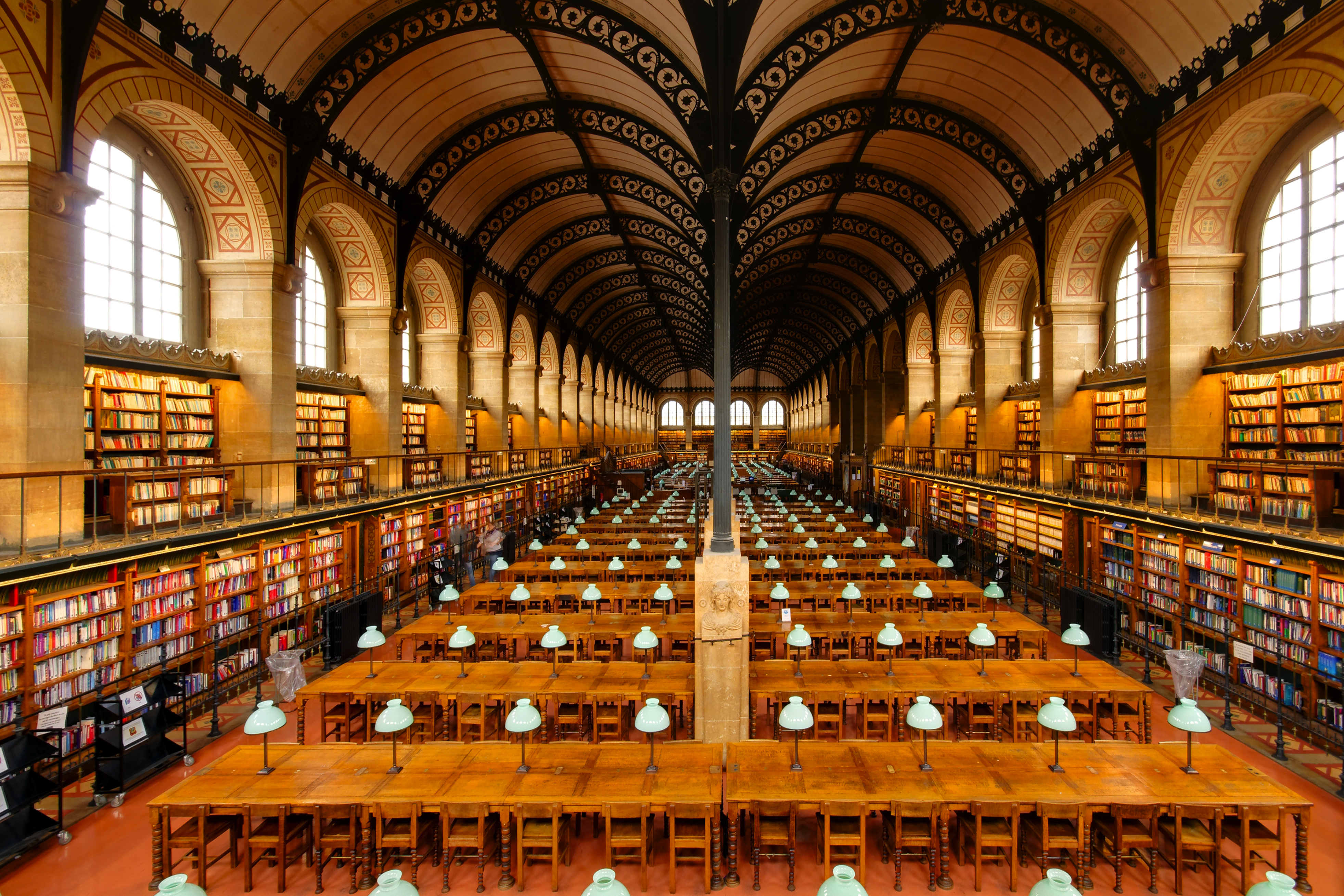
Читальный зал Библиотеки Святой Женевьевы
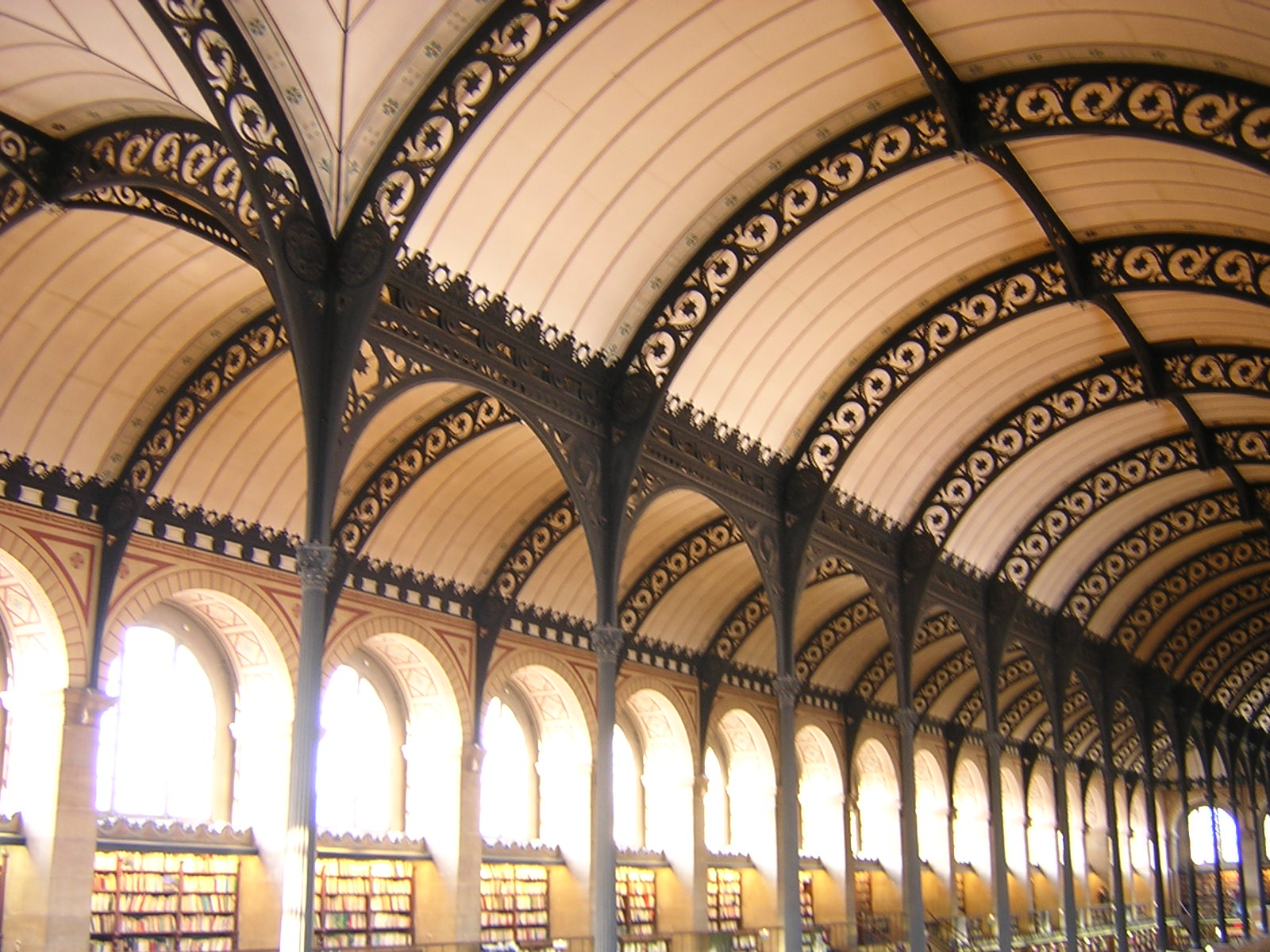
Читальный зал. Деталь
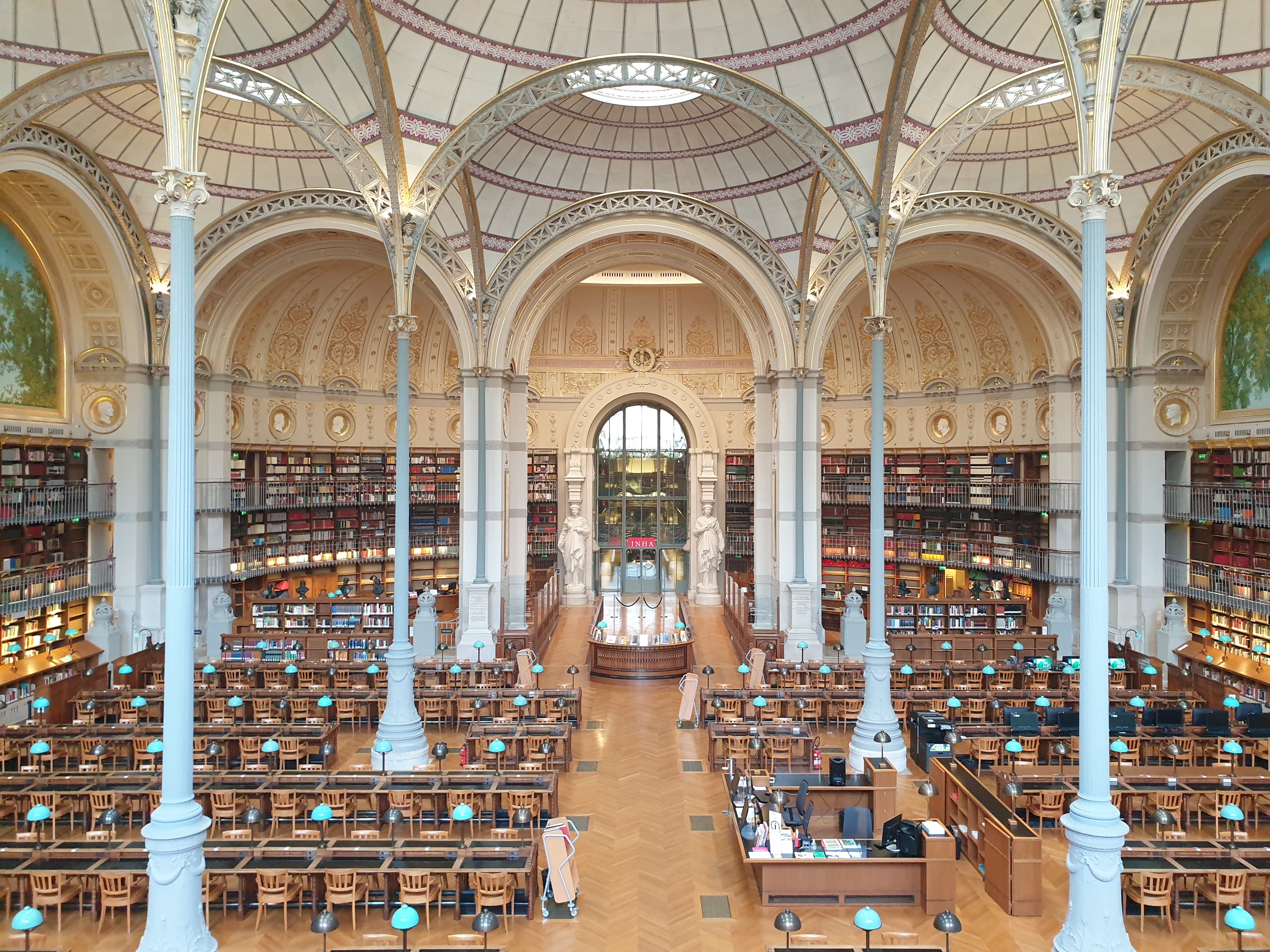
Читальный зал («Зал Лабруста») Национальной библиотеки. 1858—1868. Париж
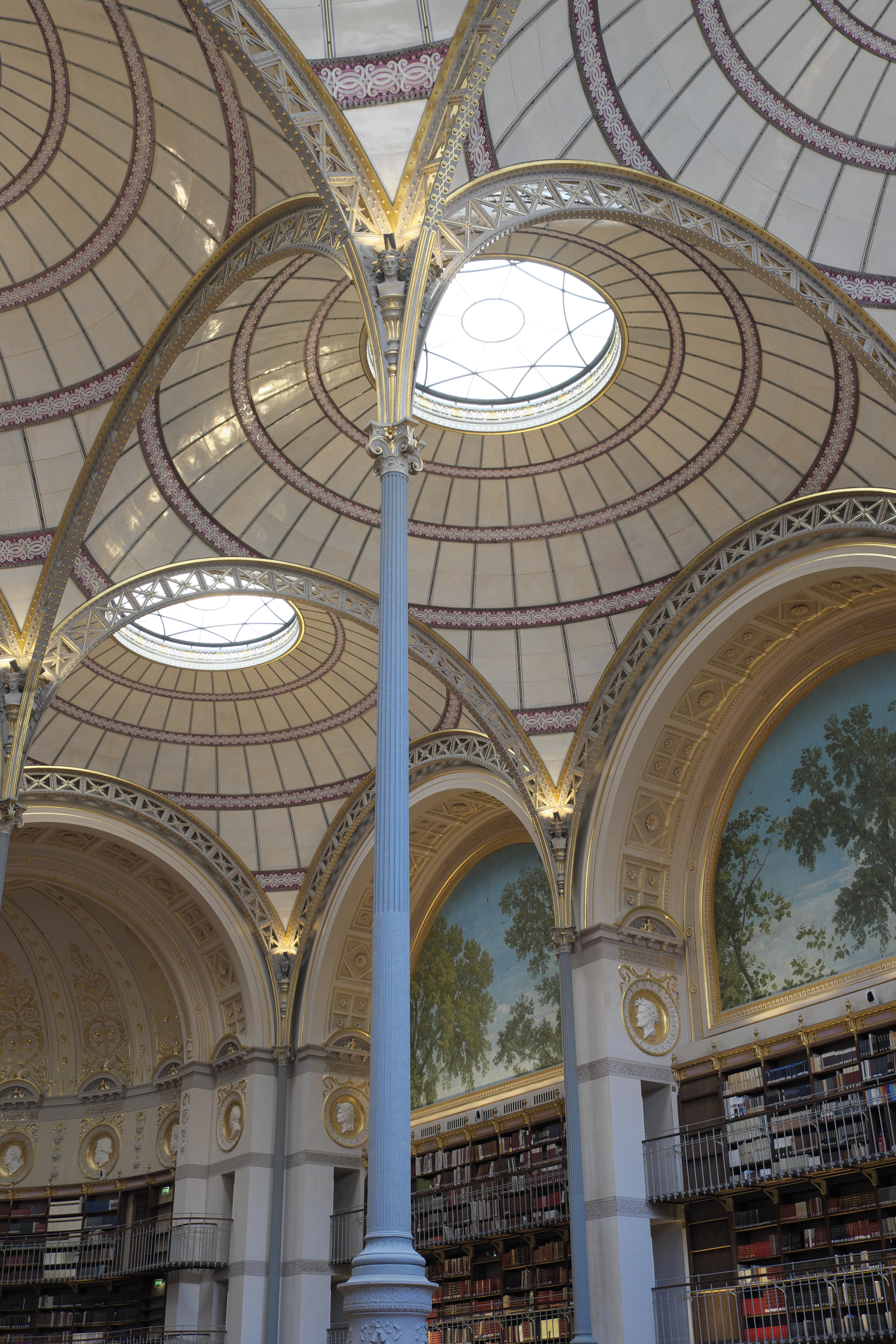
Читальный зал («Зал Лабруста»). Деталь
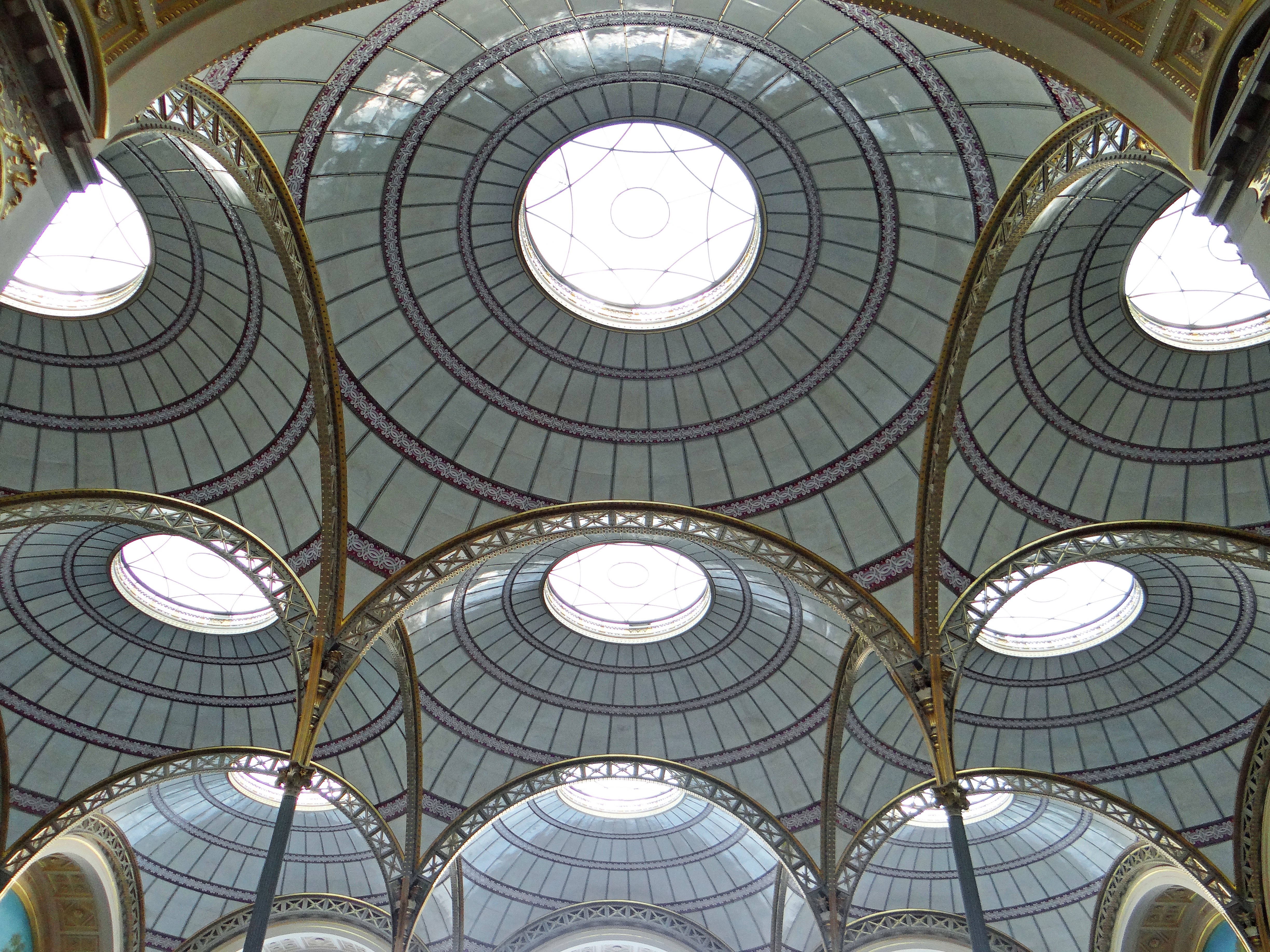
Своды читального зала